# Žralok madagaskarský
Žralok madagaskarský (Carcharhinus altimus), někdy nazývaný též žralok velkonosý, je druh paryby obývající moře tropického a subtropického pásma po celém světě.

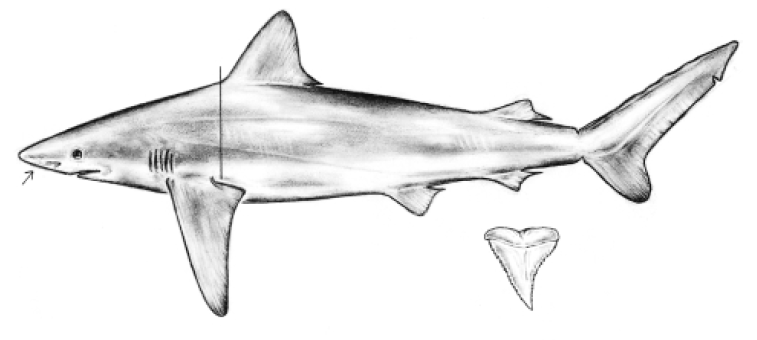
Carcharhinus altimus (Žralok madagaskarský)

## Potrava

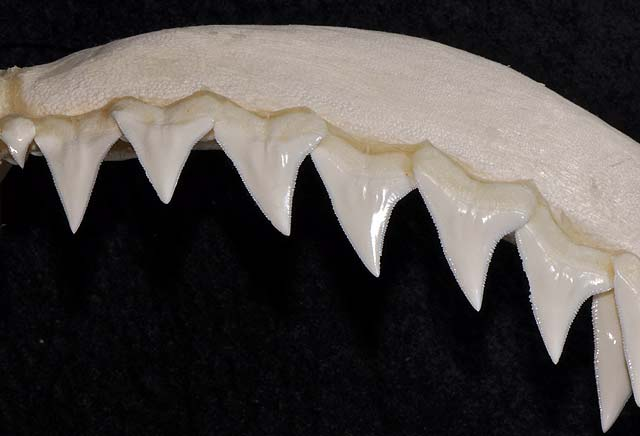
Zuby žraloka madagaskarského

Mezi potravu patří hlavně ryby jako například makrely, platýsi, ostrouni a rejnoci.

## Váha a Délka
Žralok madagaskarský dorůstá až do 3 metrů (samec) a váhy 168 kilogramů, samice měří 210 až 220 cm.

## Rozmnožování
Žralok madagaskarský je živorodý druh. Mladí žraloci se rodí v období srpna a září a měří 70 až 90 cm.